# Сладкие 16: Фильм
«Сладкие 16: Фильм» (англ. Super Sweet 16: The Movie) — телевизионный фильм производства канала MTV, основанный на шоу «My Super Sweet 16». Главные роли сыграли участницы американского поп-рок-дуэта Aly & AJ, также в шоу участвовали группы «Hellogoodbye» и «Pretty Ricky». Премьера фильма состоялась на канале MTV 8 июля, а выход на DVD — 10 июля 2007 года. В тот же день вышел альбом исполнительниц главных ролей сестёр Мичалка (группа Aly & AJ) — Insomniatic.

## Сюжет
Джеки и Сара являются лучшими друзьями. Они разделяют все, включая тот же день рождения, который они всегда отмечают вместе. Сара и Джеки начали строить планы для вечеринки "Sweet 16" для них обеих, причём все вырученные средства пойдут на благотворительность. Однако, когда Джеки переводится в школу, богатая девушка, дочка местного бизнесмена по имени Тейлор начинает дружить с Джеки (потому что у Тейлор никогда не было "Sweet 16"), а затем приступает к изменению Джеки, заствляя больше походить на себя, чтобы уничтожить Сару и их дружбу с Джеки. Конечно же, Джеки невольно попадает в её план. Сара пытается решить вопрос с изменения личности Джеки, пытается сказать Джеки, даже настаивать, что Тейлор планирует разрушить их дружбу, но Джеки её не слушает. Это приводит ко многим приведениям аргументов, пока, наконец, две девушки не ссорятся и не начинают конкурировать друг с другом, пытаясь превзойти друг друга, кто лучше проведёт вечеринку, оскорбляя и унижая друг друга. В то же время, неожиданный роман происходит между Шенноном, братом Тэйлор, и Сарой и это усложняет ситуацию..

## В ролях
| Актёр                  | Роль                     |
| ---------------------- | ------------------------ |
| Аманда Мичалка         | Сара Коннорс             |
| Реджина Нэи            | Джеки Андерсон           |
| Элисон Мичалка         | Тейлор (Тиара) Плаймптон |
| Брендан Миллер         | Шеннон Плаймптон         |
| Итан Филлипс           | Крейг                    |
| Родди Пайпер           | Мич                      |
| Пола Диэнда            | Алисия                   |
| Никки Флорез           | Зои Кортез               |
| Кейси Стил             | Софи                     |
| Брендон Холли          | Джок                     |
| Брендон Тимоти Джексон | Брайан                   |
| Шаника Ноулз           | Сиерра                   |
| Рини Ольстед           | Скай Шторм               |
| Джон Пенс              | Эберкромби               |
| Рокко Винхейдж         | Колман Пэлм              |
| Николь Вагнер          | Виктория                 |
| Дебра Уилсон           | Иден Дэй                 |
| Джой Брэйден           | обездоленный ребенок     |

## Дата релиза
- США: July 9, 2007 on MTV
- США: July 10, 2007 on DVD
- Новая Зеландия: October 13, 2007 on MTV
- Австралия: October 13, 2007 on MTV
- Мексика: October 12, 2007 on MTV
- Парагвай: November 24, 2007 on MTV
- Нидерланды: December 26, 2007 on MTV